# Gale Harold
Gale Morgan Harold III ou Gale Harold (Decatur (Geórgia), Estados Unidos, 10 de Julho de 1969) é um ator norte-americano, mais conhecido por interpretar o personagem Brian Kinney no seriado  Queer As Folk (versão americana).

## Biografia
Harold nasceu em Decatur (Geórgia), Georgia. Com pai engenheiro e mãe corretora de imóveis, sendo o segundo de três filhos de pais extremamente devotos, teve uma educação rígida pentecostal. Aos 15 anos, deixou a igreja dizendo que "sabia que era besteira." Seu pai deixou-a alguns anos mais tarde.
Depois de se formar na Escola Lovett em Atlanta, Harold participou da American University em Washington, DC com uma bolsa de futebol. Logo depois se mudou para São Francisco afim de estudar Belas Artes no San Francisco Art Institute pelo seu interesse pela fotografia, trabalhando em vários empregos como: mecânico de motos e construção civil.
Em 1997, sua amiga Susan Landau, filha do ator Martin Landau, sugeriu que ele se mudasse para Los Angeles para estudar teatro. Aos 28 anos, foi aceito no Actors Conservatory Program com a companhia de teatro clássico A Noise Within. Em sua estreia teatral, Gale apareceu como "coelho" em Me and My Friends. Em 2003, ele estrelou em Wake, produzido por Susan Landau Finch e dirigido por seu marido Henry Leroy Finch. O filme contou com a participação especial de Martin Landau e as cenas de Kyle Riven foram escritas especificamente para Harold.

## Carreira
Em 2000, Harold conseguiu o papel controverso de Brian Kinney, um dos personagens principais da série dramática Queer As Folk produzida pelo canal Showtime, uma performance que incluiu um nível de sexo explícito gay incomum para a televisão americana da época. O personagem, bem como o show em si, provocou bastantes controvérsias, sendo alternadamente elogiado e criticado por suas descrições explícitas da vida do clube gay. A série durou cinco temporadas de sucesso, terminando em 2005. O ator afirma não ser gay e confirma ser heterossexual em suas revistas.
O ator também ganhou o papel de agente especial Graham Kelton na minissérie Vanished em 2006, na Fox. Porém seu personagem foi morto no sétimo episódio e apareceu apenas como um cadáver no oitavo episódio.
Gale também co-estrelou como Wyatt Earp em dois episódios da série da HBO Deadwood e apareceu duas vezes na série da CBS The Unit. Tendo como ídolo de infância David Bowie, Gale é um produtor associado do documentário Scott Walker: 30 Century Man.
Voltou ao palco de Nova York na peça de Tennessee Williams', Suddenly Last Summer, em 15 de novembro de 2006, no papel de Dr. Cukrowicz ("Dr. Sugar").
Harold foi o protagonista na comédia romântica Falling For Grace, que estreou favoravelmente no Tribeca Film Festival em 2006 (sob o título provisório East Broadway). Harold protagonizou um bacharel nova iorquino em um relacionamento inter-racial com uma mulher asiática-americana. O filme foi exibido em festivais, teatros e campis no EUA, China e Alemanha, lançado em DVD somente em março de 2010.
Gale surgiu em Novembro de 2007, numa participação em Grey's Anatomy da ABC como Shane, um paramédico branco supremacista com uma suástica tatuada em seu abdômen, que é ferido em um acidente de ambulância.
Harold se juntou ao elenco de Desperate Housewives no final da quarta temporada, em 18 de maio de 2008, como Jackson Braddock, o par romântico de Susan Mayer. Seis meses depois de um grave acidente de moto, Harold voltou a interpretar Jackson em 03 de maio de 2009.
Em janeiro e fevereiro de 2010, Gale se apresentou ao lado de Denise Crosby (Star Trek TNG) e da ex-modelo Claudia Mason, em Orpheus Descending, de Tennessee Williams’, no Teatro de Los Angeles. A produção e elenco receberam críticas em sua maioria positivas, com o Los Angeles Times descrevendo o desempenho como "brilhante" e acrescentando que "Harold, elenco ideal, lindamente inflama com Crosby, cuja interpretação não convencional é uma revelação que afeta".
Em julho de 2010, foi anunciado na Television Critics Association Summer Tour que Harold aceitou um papel recorrente como um professor de direito na série Hellcats. O Produtor Executivo Kevin Murphy disse dele: "Oh meu Deus, eu era um fã dele em Queer As Folk. Ele tem a capacidade de ser muito inteligente e também realmente do tipo sexy e envolvente, e seu personagem, ele te puxa para dentro. Ele é um sedutor e eu acho que todos os advogados são grandes sedutores. ". A série concluiu a temporada com o personagem de Gale envolvido em um caso sexual com a personagem principal Marti (interpretado por Aly Michalka). No entanto, a série foi cancelada após uma temporada. Antes do cancelamento, foi anunciado que Harold seria um personagem regular em outra série da CW, The Secret Circle, baseada em uma trilogia de romances populares de jovens adultos.
Após boatos consideráveis na imprensa, o canal CW marcou o lançamento de The Secret Circle para o outono de 2011. A série girava em torno de um grupo de bruxos adolescentes em uma pequena cidade no estado de Washington (sendo em Maine nos romances), cada membro de um clã bruxo diferente, que remonta ao século XVII. Harold interpretou um dos vilões da série, um bruxo poderoso (a palavra "bruxo" não foi usado), que é o pai de uma das adolescentes. O autor do romance, L. J. Smith, é também o autor dos romances em que a série da CW The Vampire Diaries é baseada, os criadores da série (Kevin Williamson e Julie Plec) são os mesmos.
As reações de jornalistas que viram o episódio piloto foram quase uniformemente positivas, como um escritor prevê: “Nós sentimos que Gale Harold vai roubar cada cena no show, assim como ele, basicamente, roubou esse trailer estendido. Ele era assustador como o inferno quando ameaça o pai de Adam (Adam Harrington) e até mesmo assustador quando ele estava bancando o cara legal para Cassie... depois de matar a mãe dela. Nós já amamos odiá-lo.”.

## Vida Pessoal
Harold é um admirador de motocicletas e técnico de motos antigas. Em 14 de outubro de 2008 foi hospitalizado, depois de um grave acidente de moto, na unidade USC Medical Center de cuidados intensivos. Manteve-se em estado crítico após inchaço do cérebro,  tendo também um ombro fraturado. Gale foi, posteriormente, liberado de cuidados intensivos e voltou para completar o seu papel interrompido em Desperate Housewives. A linha de motocicletas Clutch & Chrome, que acompanhou de perto a sua recuperação, comemorou seu papel em Hellcats novo com um artigo em 3 de agosto de 2010.
Gale Harold preserva totalmente a sua vida pessoal. Nunca falou sobre seus relacionamentos afetivos e existem poucos registros fotográficos dele acompanhado por uma namorada. Desde 2000, início de Queer As Folk, existem fortes rumores sobre um relacionamento afetivo entre ele e o ator Randy Harrison, seu parceiro na série; porém, Gale sempre ressaltou em suas entrevistas que é heterossexual.

## Filmografia
- Kiss Me, Kill Me (2015) - Stephen
- The Secret Circle (2011 - 2012) - Charles Meade (Elenco Principal)
- Rehab (2011) - Dr. Daniel Brody
- Hellcats (2010 - 2011) - Julian Parrish
- Fertile Ground (2010) - Nate Weaver
- CSI: NY (2010) - Kevin Scott
- Passenger Side (2008) - Karl
- Desperate Housewives (2008 - 2009) - Jackson Braddock
- Grey's Anatomy - "Crash Into Me" (2008) - Shane
- Falling for Grace (2006) - Andrew Barrington, Jr.
- The Unit (2006) - Rory
- Deadwood (2006) - Wyatt Earp
- Vanished (2006) - Agente Graham Kelton
- Life on the Ledge (2005) - Chaz
- Martha: Behind Bars (2005) - Peter Bacanovic
- The Unseen (2005) - Harold
- Fathers and Sons (2005) - Elliott
- Wake (2003) - Kyle Riven
- Rhinoceros Eyes (2003) - Detective Phil Barbara
- Particles of Truth (2003) - Morrison Wiley
- Street Time (2002 - 2003) - Geoff Beddoes
- Law & Order: Special Victims Unit (2003 - "Perfect") - Dr. Garrett Lang
- Mental Hygiene (2001) - David Ryan
- Queer as Folk (2000-2005) - Brian Kinney
- 36K (2000) - Booker O'Brien